# Elizabeth Gwaunza
Elizabeth Gwaunza (15 juni 1953) is een Zimbabwaans jurist. Na een loopbaan als juridisch adviseur en daarna nationaal coördinator voor vrouwenrechten bij het Southern Africa Research Trust werd ze benoemd tot rechter bij het gerechtshof en later het hooggerechtshof. Sinds 2008 is ze rechter van het Joegoslavië-tribunaal.

## Levensloop
Gwaunza studeerde in de rechten af met een bachelorgraad van de Universiteit van Zwimbabwe. Daarna slaagde ze op het gebied van vrouwenrechten als Master of Philosophy. Van januari 1977 tot 1981 werkte ze als ambtenaar voor de burgerlijke stand.
Vanaf 1984 werkte ze voor het Ministerie van Justitie als juridisch adviseur en klom hier verder op tot ze in 1990 nationaal coördinator werd voor vrouwenrechten bij het Southern Africa Research Trust. Aansluitend werd ze in augustus 1998 benoemd tot rechter van het gerechtshof van Zimbabwe en behandelde ze tot december 2000 burgerlijke en strafzaken, en ook hoger beroepszaken vanuit de magistratuur. Vervolgens was ze tot mei 2002 vicevoorzitter van het juridisch ontwikkelingsbureau. Daarna werd ze rechter voor beroepszaken aan het hooggerechtshof op het gebied van burgerlijk, straf- en constitutioneel recht.
Gwaunza zat in het bestuur van verschillende niet-gouvernementele organisaties voor vrouwenzaken en is een van de oprichters en voormalig voorzitter van de Zimbabwe Association of Women Judges. Ze schreef meerdere rapporten op het gebied van vrouwenrechten, familierechten en kinderrechten.
Gwaunza trad in 2008 aan als rechter ad litem van het Joegoslavië-tribunaal in Den Haag en ingedeeld op de rechtszaak tegen Ante Gotovina. Haar termijn is meerdere malen verlengd om haar lopende zaken af te ronden. Haar benoeming werd met bezorgdheid ontvangen door de toenmalige rechter-president van het tribunaal, Fausto Pocar. Tegen de achtergrond speelde dat president Robert Mugabe van Zimbabwe haar net als veel andere rechters die hij had benoemd een boerderij cadeau had gedaan. Daarbij kon hij deze zonder reden of compensatie ook weer afnemen wat een afhankelijkheidsrelatie zou hebben betekend en haar ongeschikt zou hebben gemaakt voor het tribunaal.